# 五反田駅
五反田駅（ごたんだえき）は、東京都品川区東五反田一丁目および同二丁目にある、東日本旅客鉄道（JR東日本）・東急電鉄・東京都交通局（都営地下鉄）の駅である。

## 乗入路線
以下の3社3路線が乗り入れ、相互間の接続駅となっている。
- JR東日本： 山手線 - 電車線で運行される環状線としての山手線電車のみが停車し、線路名称上は山手線である山手貨物線を走行する埼京線・湘南新宿ラインやその他の列車は停車しない。また、特定都区市内制度における「東京都区内」および「東京山手線内」に属している。駅番号「JY 23」
- 東急電鉄： 池上線 - 当駅を起点としている。駅番号「IK01」
- 都営地下鉄： 浅草線 - 駅番号「A 05」

3路線共に島式ホーム1面2線を有する駅である。

## 歴史

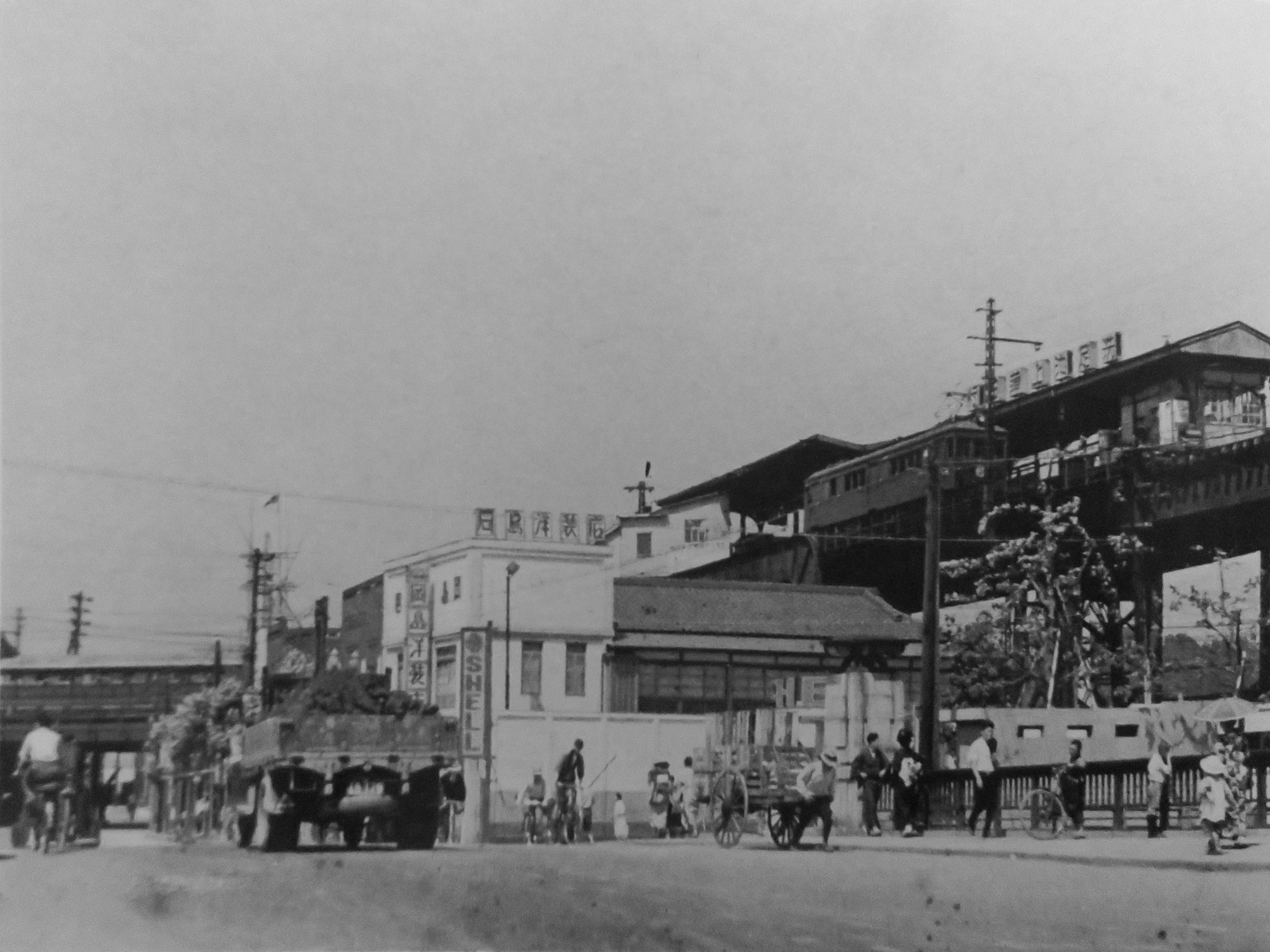
1936年当時の駅舎

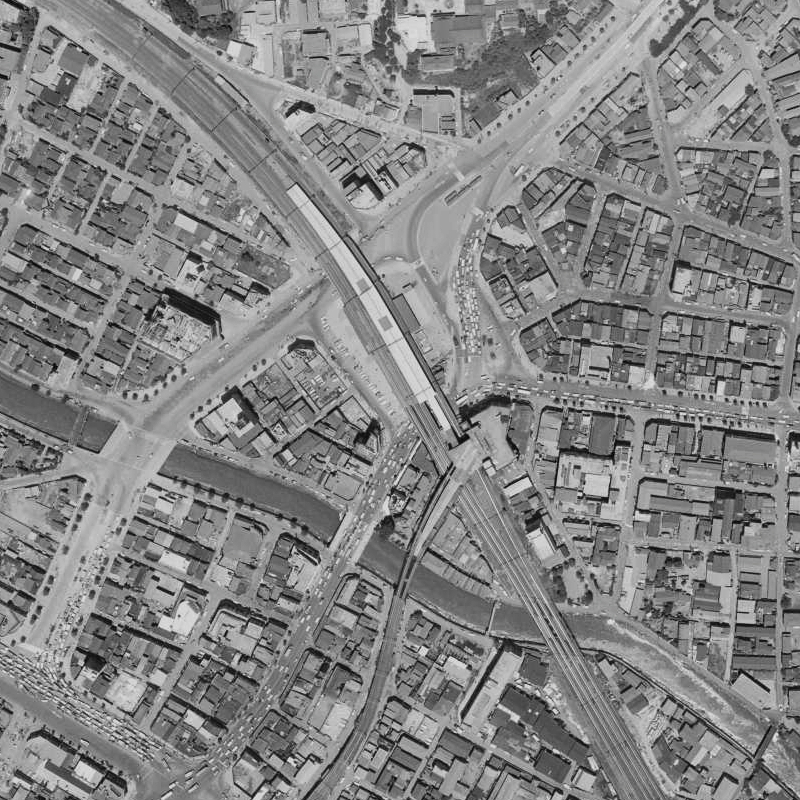
駅周辺の白黒空中写真（1963年6月26日撮影）

### 年表
- 1911年（明治44年）10月15日：鉄道院の駅（山手線所属）が開設[2]。旅客営業・荷物扱い[2]。
- 1928年（昭和3年）6月17日：池上電気鉄道（現・東急電鉄）の駅が開設。
- 1945年（昭和20年）5月24日：太平洋戦争中に空襲を受け、駅舎全焼。
- 1968年（昭和43年）11月15日：都営地下鉄1号線（現・浅草線）の駅が開設[3]。
- 1978年（昭和53年）7月1日：都営地下鉄1号線から浅草線へ改称[3]。
- 1984年（昭和59年）2月1日：国鉄駅での荷物扱い廃止[2]。
- 1987年（昭和62年）4月1日：国鉄分割民営化に伴い、国鉄の駅は東日本旅客鉄道（JR東日本）の駅（山手線所属）となる[2]。
- 1991年（平成3年）12月7日：JR東日本の駅本屋口に自動改札機を設置し、使用を開始する[4]。
- 2000年（平成12年）3月1日：JR東日本と東急の連絡通路に自動改札機が設置され使用を開始する[5]。
- 2001年（平成13年）11月18日：JR東日本の駅でICカード「Suica」が利用可能となる[報道 1]。
- 2007年（平成19年）3月18日：東急・都営地下鉄の駅でICカード「PASMO」が利用可能となる[報道 2]。
- 2008年（平成20年）
  - 3月14日：商業施設「アトレヴィ五反田」が開業[報道 3]。
  - 4月20日：商業施設「remy gotanda（レミィ五反田）」が開業[報道 4]。
- 2012年（平成24年）8月29日：東急・JR乗り換え通路にエレベーターが設置される[6]。
- 2015年（平成27年）3月28日：山手線でホームドア使用開始（同線で18番目）[新聞 1]。
- 2020年（令和2年）
  - 3月26日：ホテル「JR東日本ホテルメッツ五反田」及び商業施設「アトレ五反田2」が開業[報道 5][報道 6][報道 7]。商業施設「アトレヴィ五反田」を「アトレ五反田1」へ名称変更[報道 5][報道 7]。
  - 4月24日：「remy gotanda（レミィ五反田）」が「五反田東急スクエア」へ屋号変更[報道 8]。
- 2021年（令和3年）
  - 3月12日：みどりの窓口営業終了[7][8]。
  - 4月30日：東急電鉄の定期券売り場営業終了[報道 9]。
- 2022年（令和4年）2月1日：JR東日本の駅が業務委託駅化[9]。
- 2025年（令和7年）3月20日：池上線でホームドア使用開始[注釈 1][報道 10]。

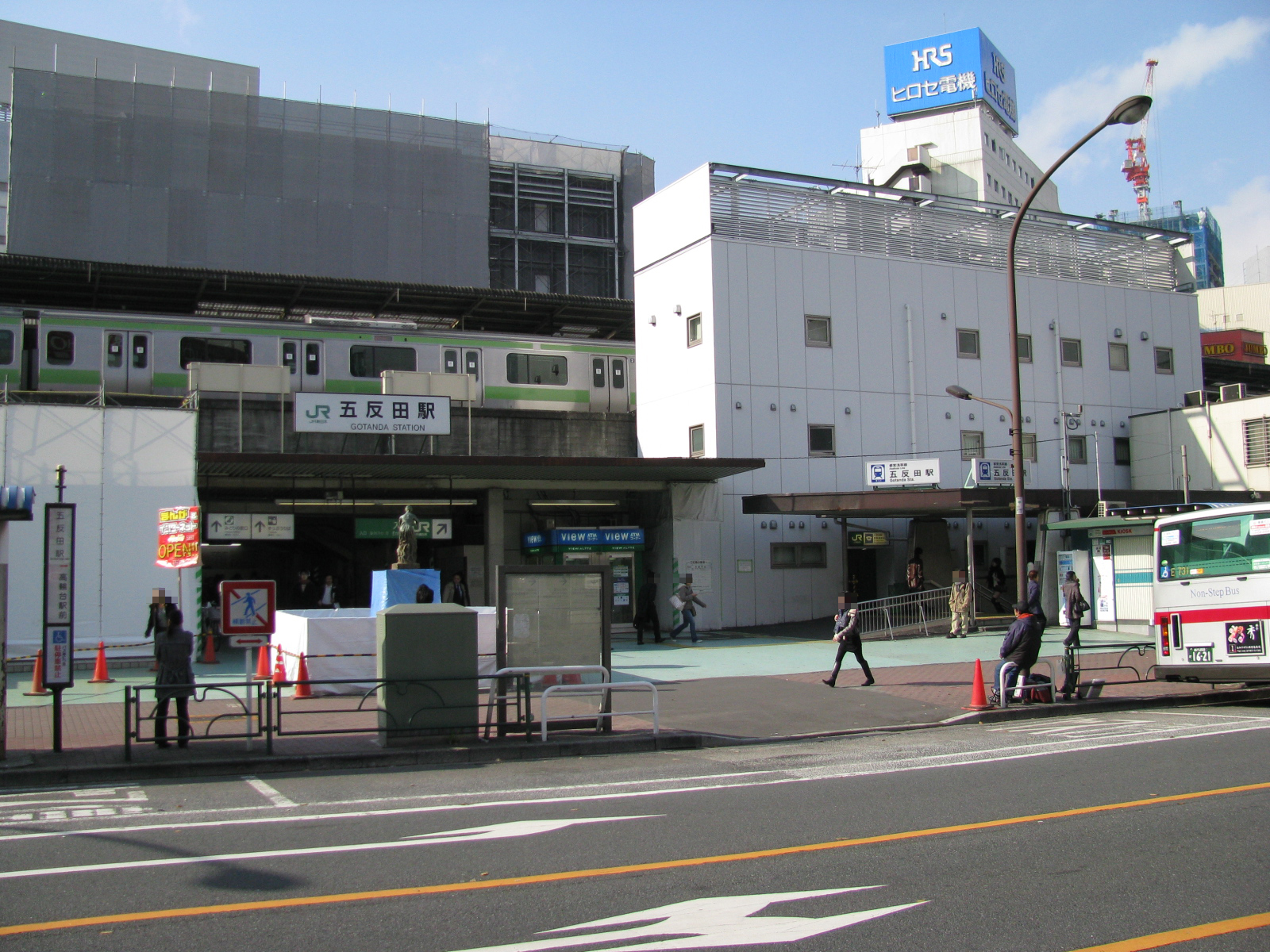
リニューアル前の五反田駅（2007年12月）
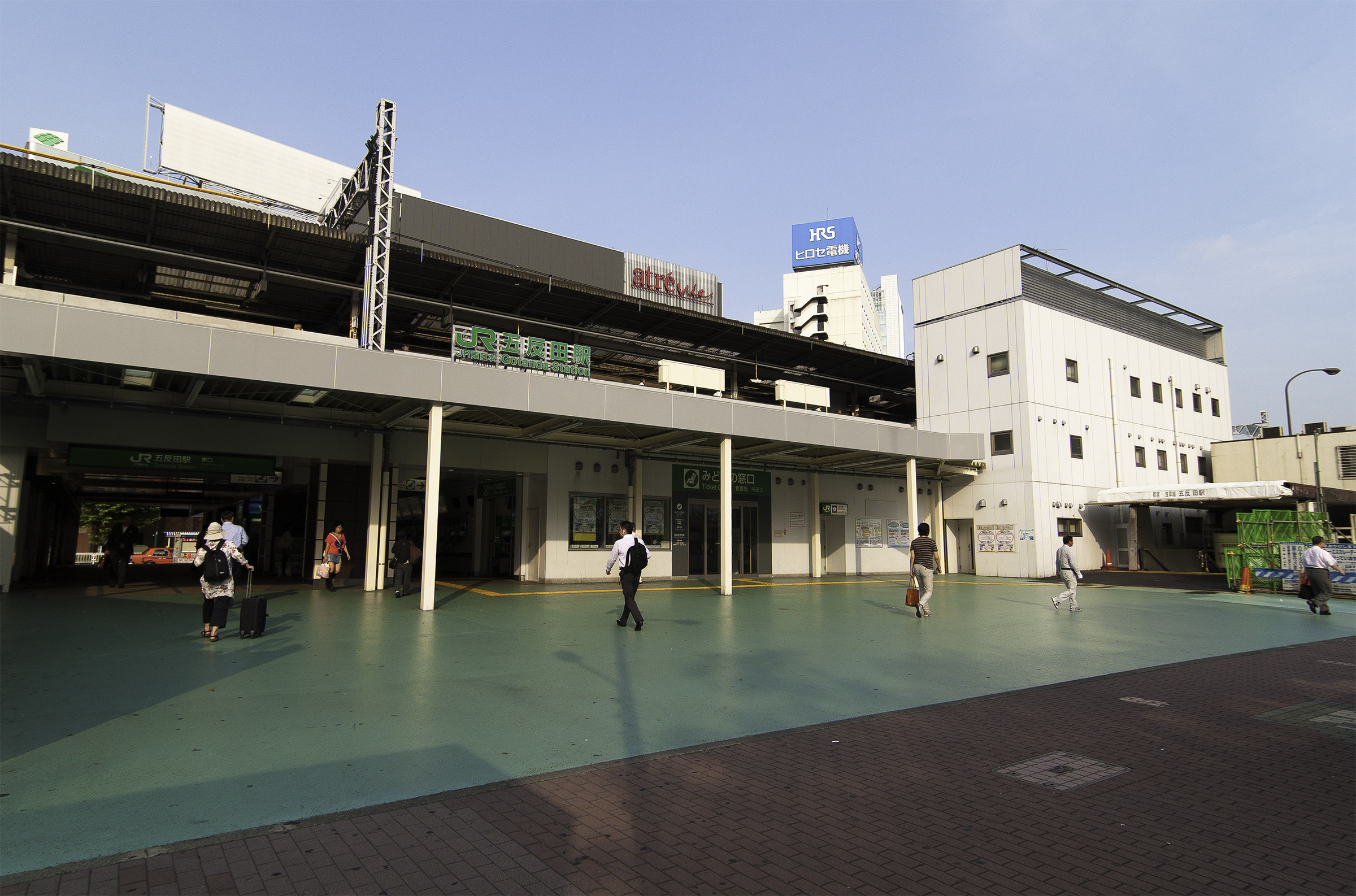
以前のJR東口と都営地下鉄出入口（2010年8月）

### 駅名の由来
1911年（明治44年）、官設鉄道が荏原郡大崎町上大崎字子の神（現在地）に駅を開設したが、近隣の下大崎の字で、街が形成されつつあった五反田（現在の品川区東五反田一・二丁目の一部）を駅名に採用した。なお、五反田とは「五反の田」を意味する（一反は約992 m2）。

## 駅構造

### JR東日本
JR東日本ステーションサービスが駅業務を受託している大崎駅管理の業務委託駅。島式ホーム1面2線を有する高架駅である。急曲線上にホームがあり、駅の真下には国道1号線が交差している。改札口はJRが管轄する1階改札口と東急が管轄する東急五反田ビル口と2箇所ある。
2010年時点では駅構内の改良工事を実施している。改札内のトイレと改札外の切符売り場（いずれも移転）はそれぞれリニューアルが実施された上に、ホームと1階改札口を連絡するエレベーターが新設された。その後も、東口には改良工事のための建材を置くスペースが広く確保されている。
2008年（平成20年）3月14日には、駅西側に直結した複合商業施設「アトレヴィ五反田」が開業した。高級スーパーマーケット「成城石井」や飲食店などが入居している。さらに改札内にはドラッグストアが、改札を出た正面（ホームの真下）にはNewDaysやベーカリーなどが開業した。2020年（令和2年）3月26日には、ホテル「JR東日本ホテルメッツ 五反田」、商業施設「アトレ五反田2」が開業し、商業施設「アトレヴィ五反田」が「アトレ五反田1」へ名称変更された。同年6月19日には、ホテル「JR東日本ホテルメッツ 五反田」にて、駅ナカシェアオフィス「STATION WORK」が利用可能となる（事前予約制）。
東急五反田ビル口の自動券売機は東急仕様となっており、入場券の口座を有していない。そのため、JR駅の入場券は「精算書」と書いた紙片を販売している。

#### のりば
| 番線 | 路線   | 方向   | 行先                 |
| ---- | ------ | ------ | -------------------- |
| 1    | 山手線 | 内回り | 品川・東京・上野方面 |
| 2    | 山手線 | 外回り | 渋谷・新宿・池袋方面 |

（出典：JR東日本:駅構内図）

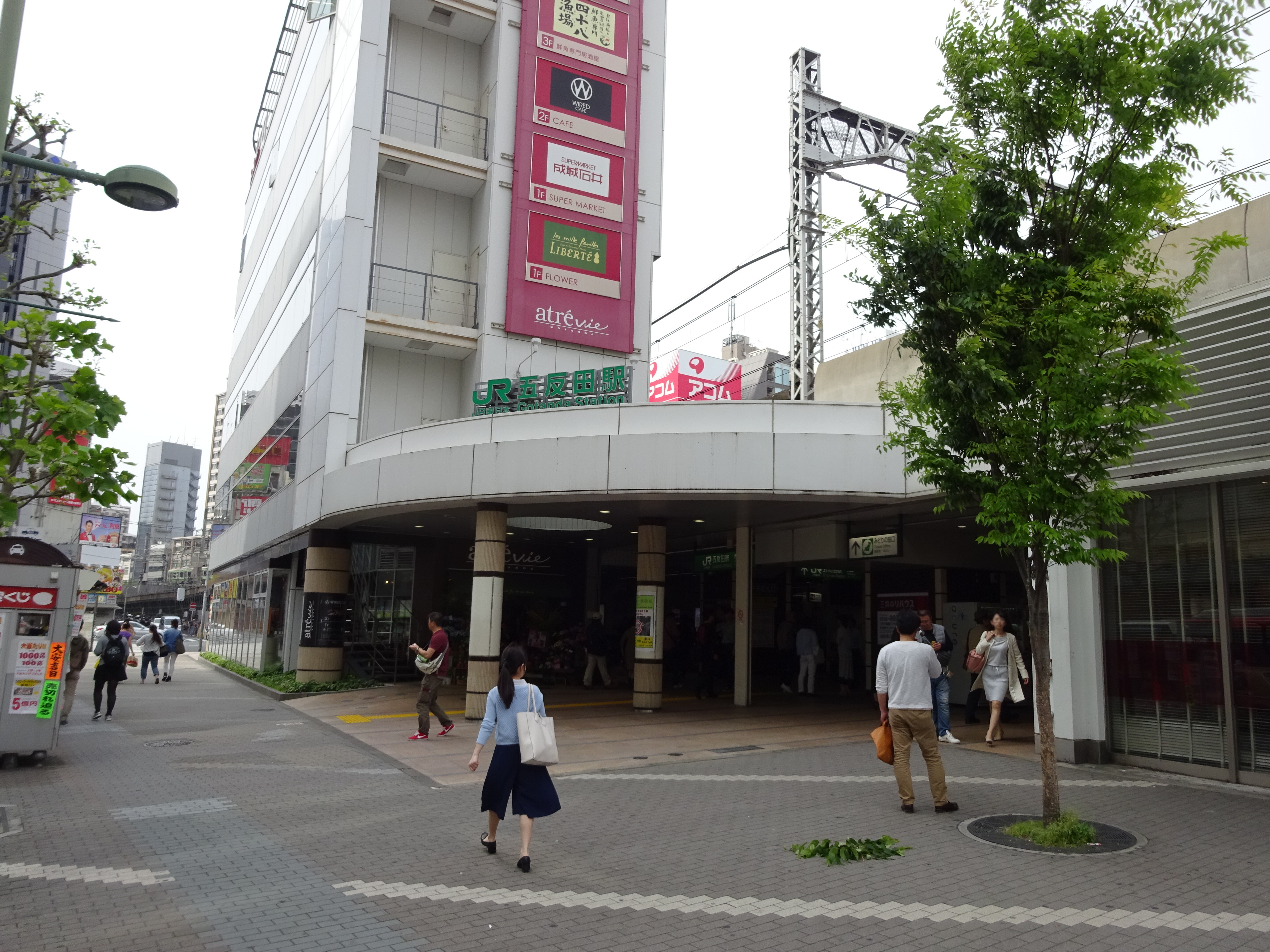
西口（2016年5月）
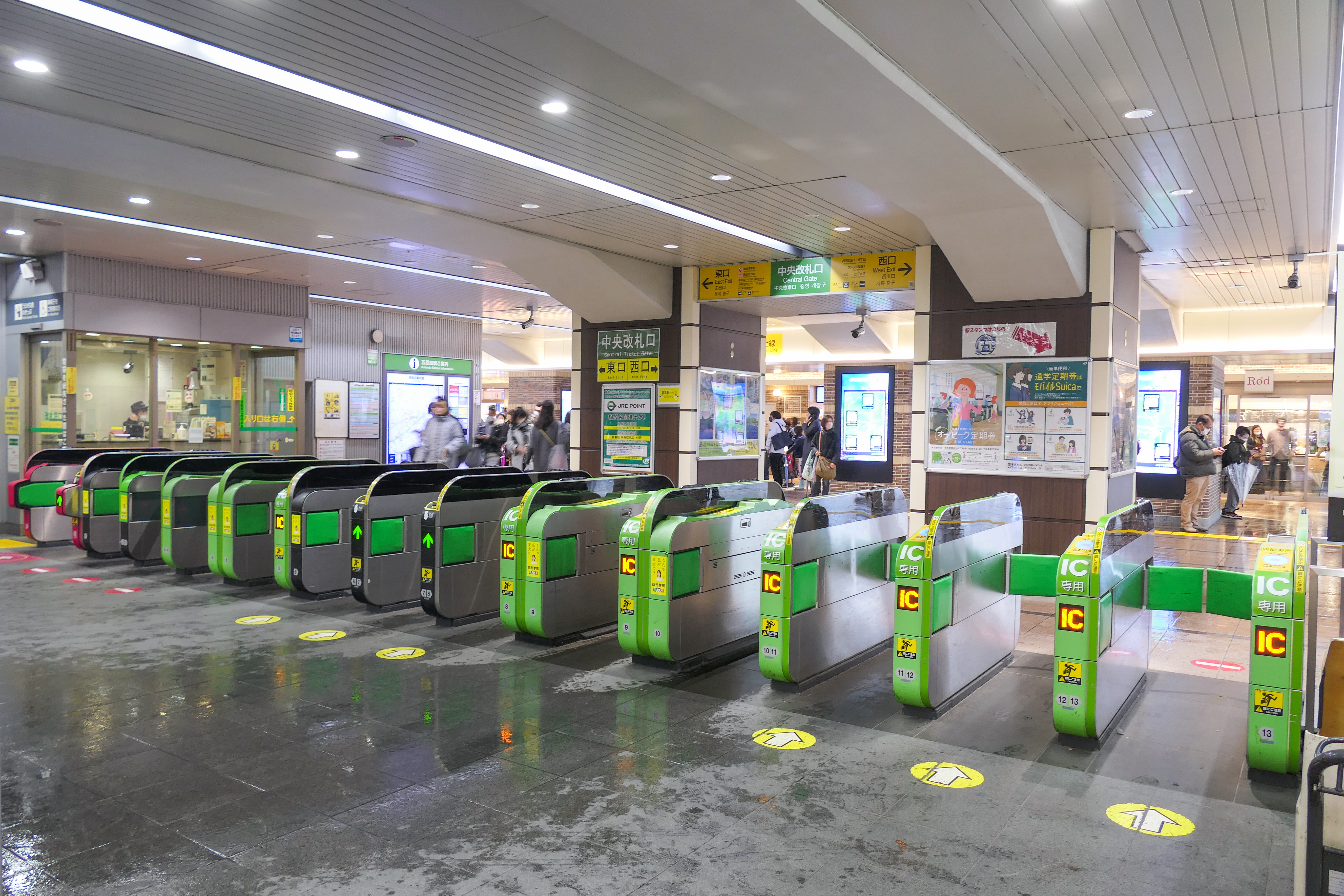
中央改札口（2023年3月）
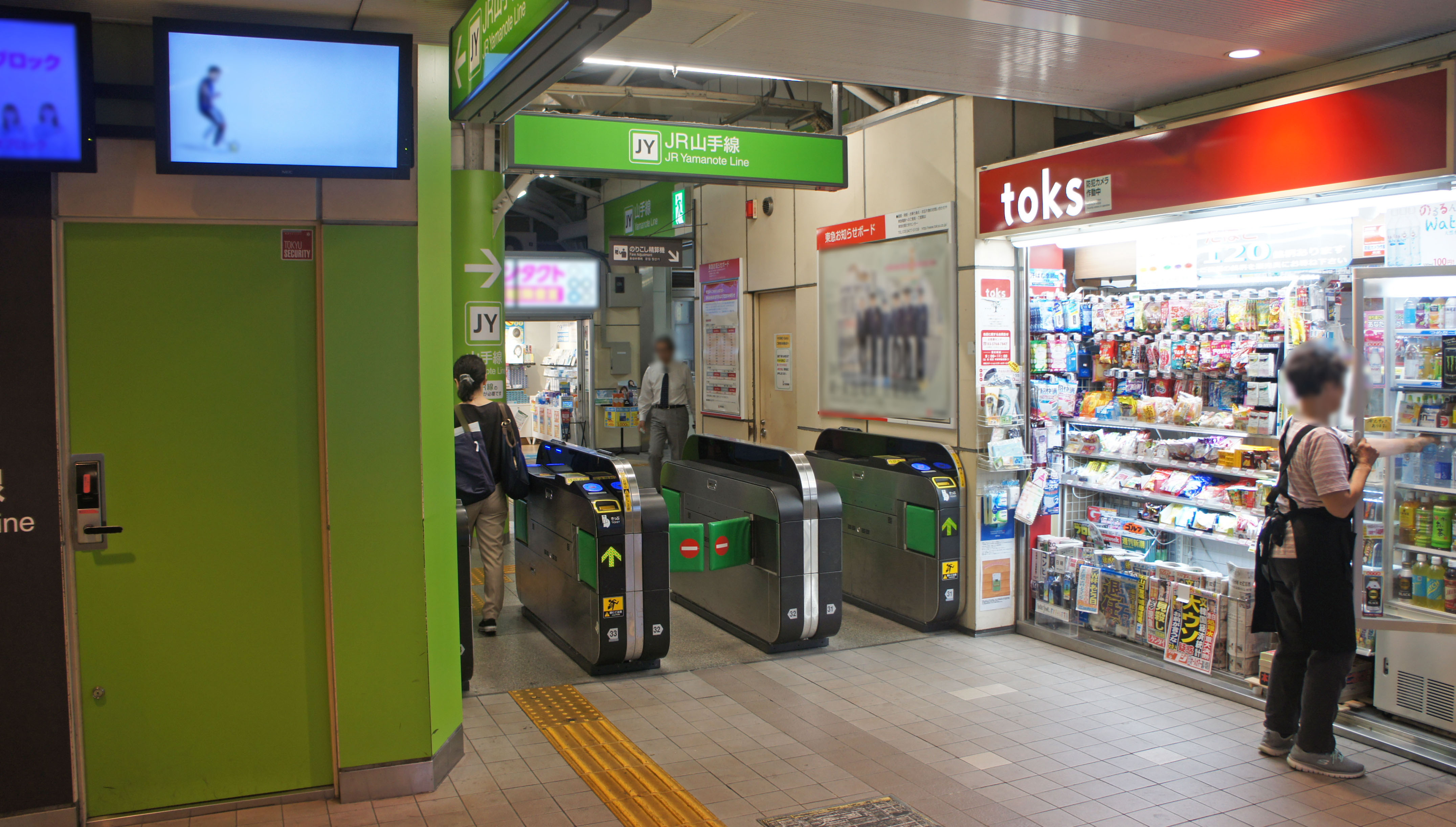
東急五反田ビル口改札（2019年9月）
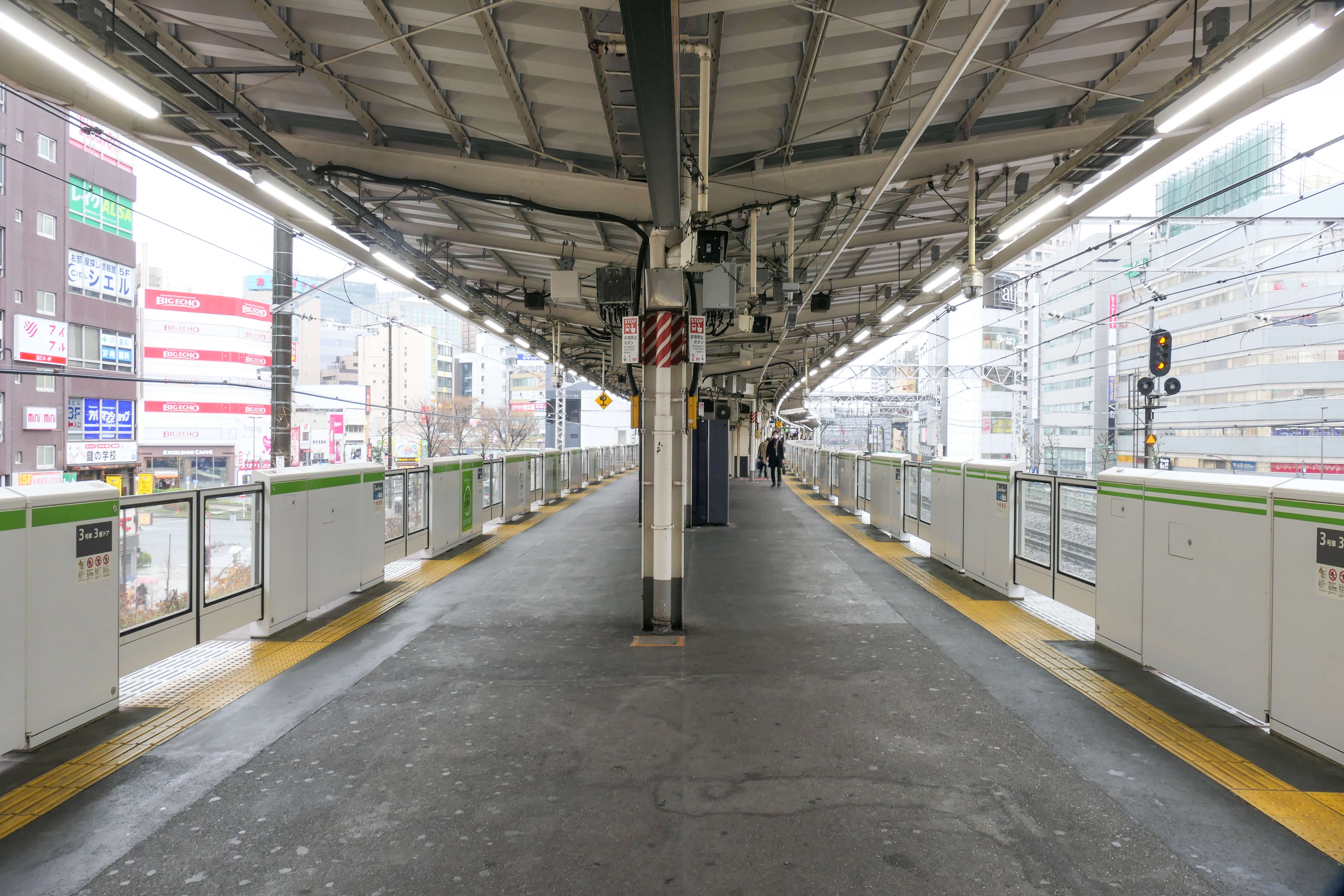
ホーム（2023年3月）

### 東急電鉄
島式ホーム1面2線を有する高架駅。山手線よりさらに高い位置にある。
東急五反田ビル（地上9階・地下2階建て）と一体化しており、4階から池上線ホームに直結している。車椅子などの利用者には東急五反田ビル内のエレベーターを利用することでバリアフリーに対応している。その東急五反田ビルは2008年（平成20年）4月23日に全面改装され、飲食店・食料品・雑貨店など33店舗が入居するショッピングセンター「remy gotanda（レミィ五反田）」として開業した。テーマは「PleasantWalk」（心地よい開放的な散歩道）であり、吹き抜け空間を駅改札と連絡する4階から5階部分に新設した。それに伴い、改装前から入居している東急ストアは1階から3階までに縮小されていたが、2020年（令和2年）4月24日に「五反田東急スクエア」に改称され、東急ストアは地下1階と地上1階のみに縮小された。
山手線につながる連絡通路は長らく階段のみだった、2012年（平成24年）8月末までにバリアフリー対策のエスカレーターとエレベーターが設置された。ただし、改札口は新設されていないため、池上線から浅草線や地上階へ向かうには、従来どおり池上線改札口外を経由する必要がある。
元々、池上線は隣の大崎広小路駅を終点として、徒歩連絡による乗り換えで当駅に接続する形態であり、同駅へは歩いて行けるほど至近であった。また、当初は池上電気鉄道が山手線の上を越えて白金方面へ延伸する計画があったため、高架駅である大崎広小路駅よりさらに高い位置にある。なお、1960年代中頃に東急泉岳寺線が計画されていた際に池上線一部区間の廃止が検討されていた時期があり、その際には当駅を地下化し、池上線から泉岳寺線に改称する計画もあったが、その後の計画変更で泉岳寺線の建設計画は中止されたため、高架駅のままになっている。
高架下に飲食店が入居しており、2018年（平成30年）3月13日には目黒川を挟んで大崎広小路駅までの約230メートルの区間を商業施設「池上線五反田高架下」として開業している。
夜間停泊が1本ある。蒲田発当駅止まりの最終列車は到着後、夜間停泊して翌日の蒲田行きの始発列車となる。
池上線・東急多摩川線系統としては初めてホームドアが導入され、2025年（令和7年）3月20日に供用が開始された。
駅長所在駅であり、「五反田駅管内」として、当駅 - 雪が谷大塚駅間の各駅と北千束駅を管理している。

#### のりば
| 番線 | 路線   | 行先                         |
| ---- | ------ | ---------------------------- |
| 1・2 | 池上線 | 旗の台・雪が谷大塚・蒲田方面 |

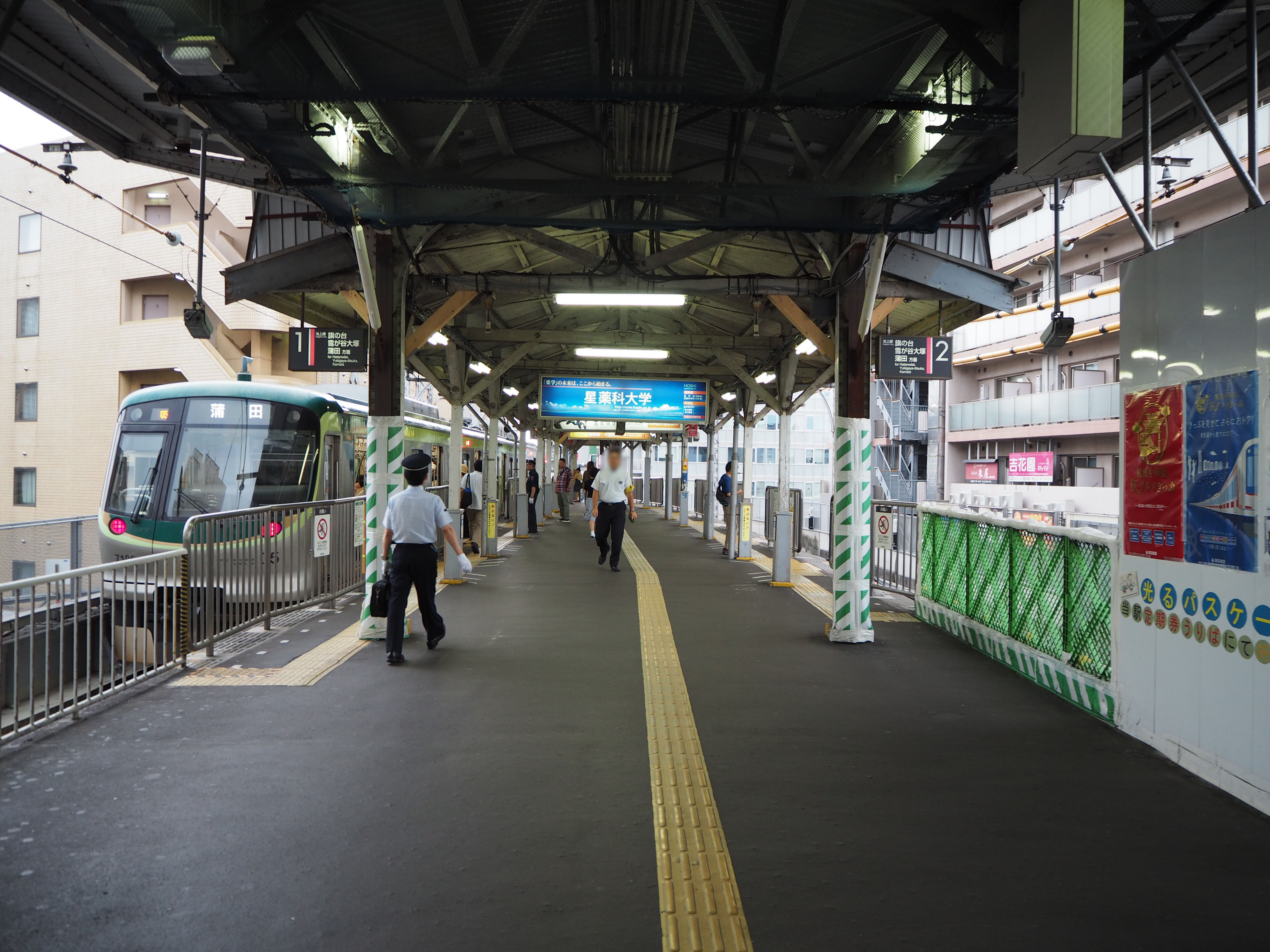
東急池上線ホーム（2016年7月）
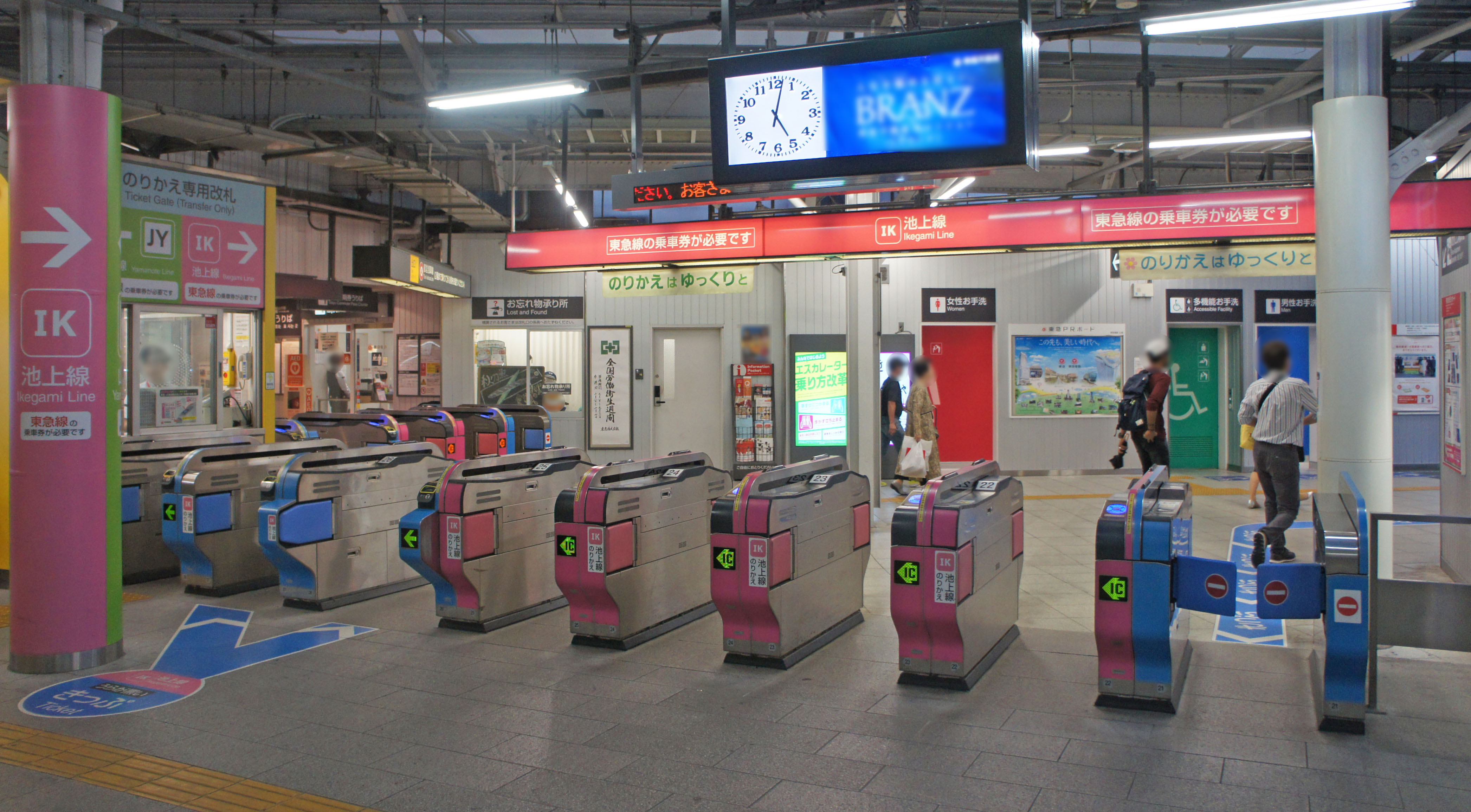
JR・東急乗換改札口（2019年9月）

### 東京都交通局
島式ホーム1面2線を有する地下駅。改札階とホームおよび、JR五反田駅に近い「A3」出入口とコンコースを連絡するエレベーターとエスカレーターが設置されている。ホーム壁面の駅名標の下部には「立正大学前」の表記がある。
当初計画では、泉岳寺駅 - 高輪台駅間の工事の遅れから、西馬込駅から当駅までの部分開業も検討されていたため、戸越寄りに両渡り線を設置できる構造となっているが、隣接の戸越駅に非常渡り線を設置（現在は撤去）したことで当駅と戸越駅との間を単線運転で対処できることと、結局泉岳寺駅まで開業することとなったため、現在に至るまで渡り線は敷設されていない。
大門駅管区五反田駅務区の所在駅であり、浅草線の西馬込駅 - 泉岳寺駅間の各駅を管理している。
定期券発売所、ホームにメルシー売店が設置されている。

#### のりば
| 番線 | 路線       | 行先                       |
| ---- | ---------- | -------------------------- |
| 1    | 都営浅草線 | 西馬込方面                 |
| 2    | 都営浅草線 | 押上・ 京成線・ 北総線方面 |

（出典：東京都交通局:構内立体図）

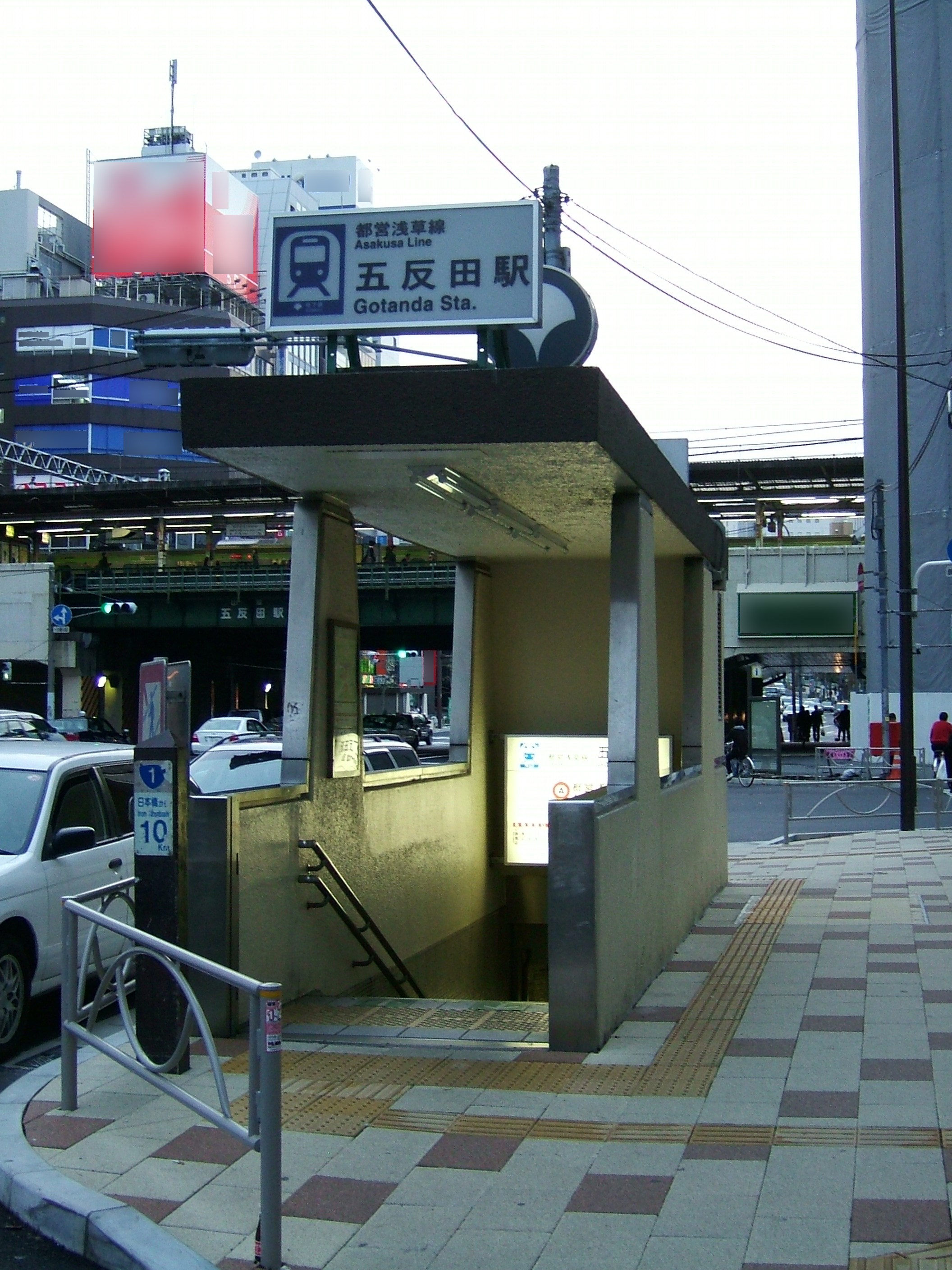
A1番出入口（2007年11月）
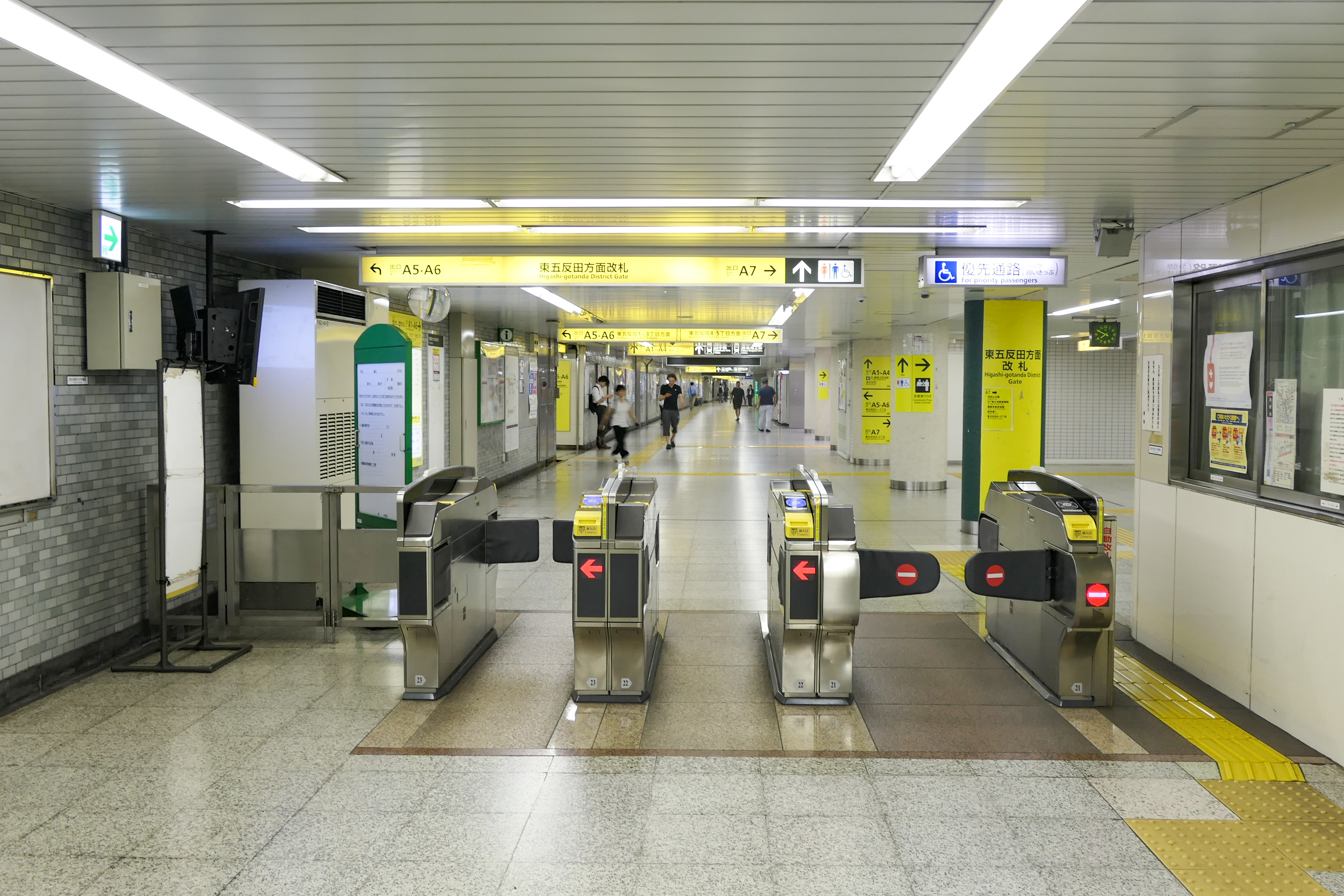
東五反田方面改札（2023年6月）
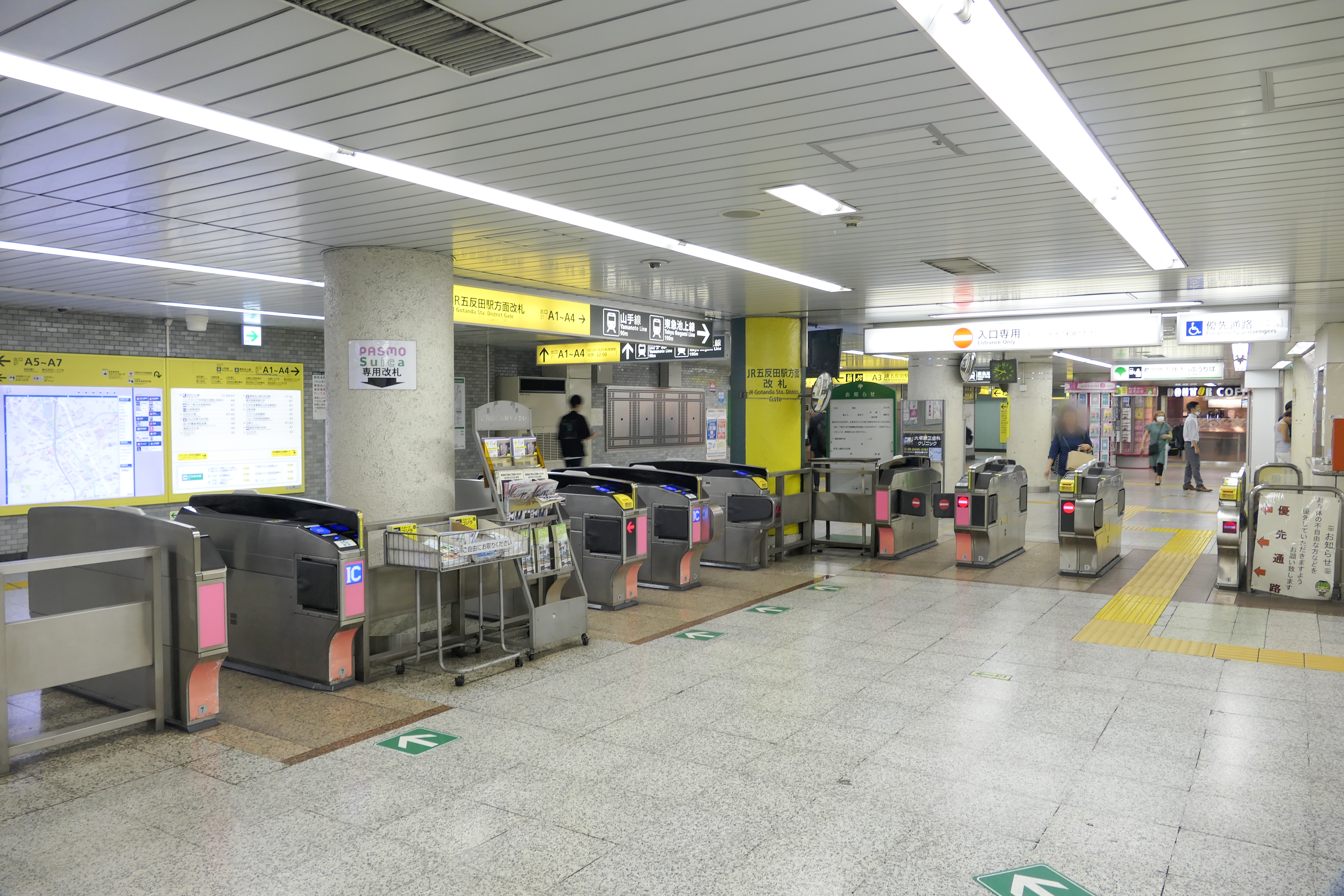
JR五反田駅方面改札（2023年6月）
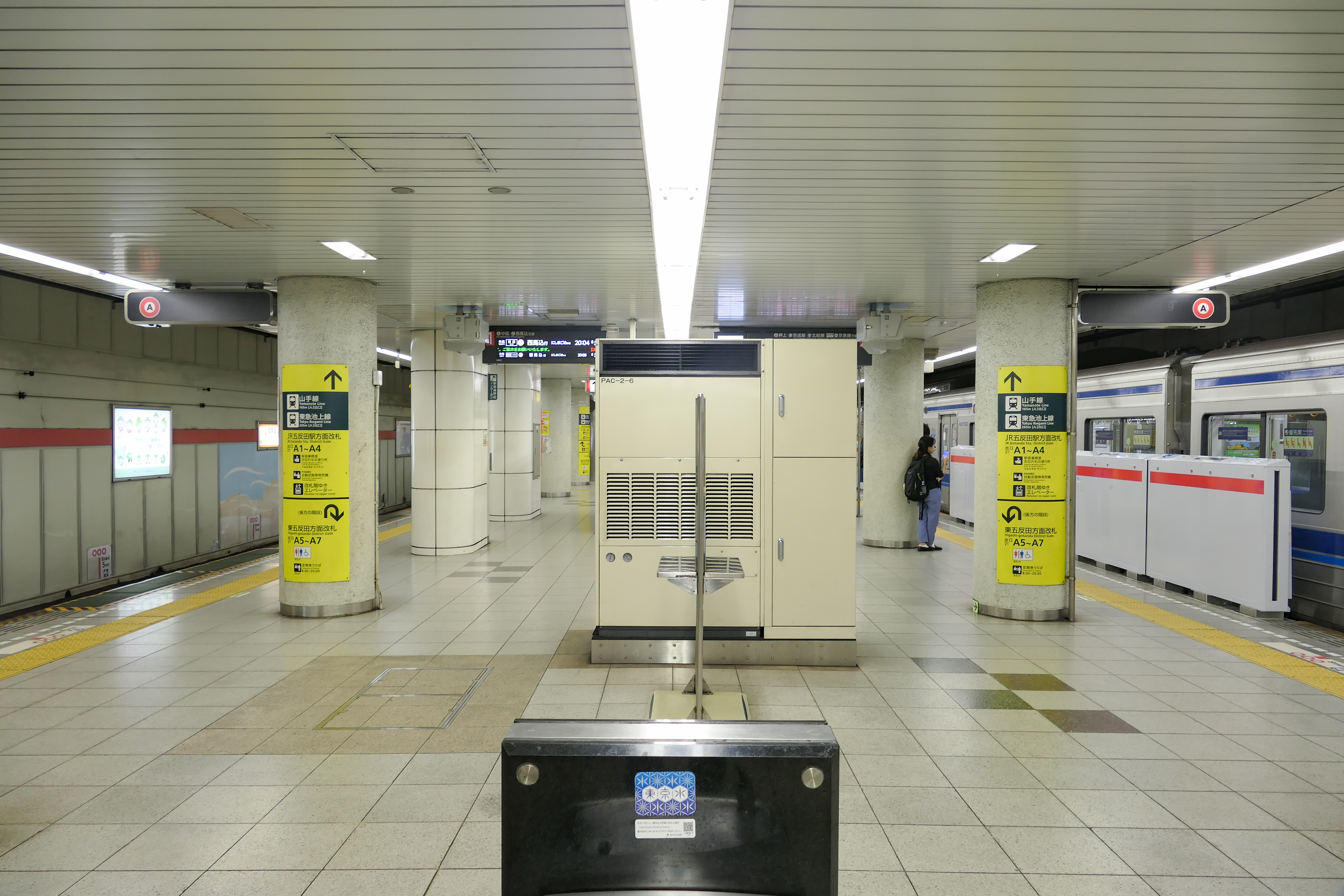
ホーム（2023年6月）

## 利用状況
- JR東日本 - 2023年度（令和5年度）の1日平均乗車人員は107,639人である[JR 1]。
同社の駅の中では柏駅に次いで第26位である。
- 東急電鉄 - 2024年度（令和6年度）の1日平均乗降人員は95,723人である[東急 1]。
池上線内では第1位。
- 都営地下鉄 - 2023年度（令和5年度）の1日平均乗降人員は56,569人（乗車人員：28,122人、降車人員：28,447人）である[都交 1]。
浅草線全20駅の中では東銀座駅に次ぐ第9位。

### 年度別1日平均乗降人員
各年度の1日平均乗降人員数は下表の通り（JRは除く）。
| 年度               | 東京急行電鉄 / 東急電鉄 | 東京急行電鉄 / 東急電鉄 | 都営地下鉄       | 都営地下鉄 | 出典       | 出典       |
| 年度               | 1日平均 乗降人員        | 増加率                  | 1日平均 乗降人員 | 増加率     | 東急       | 交通局     |
| ------------------ | ----------------------- | ----------------------- | ---------------- | ---------- | ---------- | ---------- |
| 2002年（平成14年） | 105,900                 |                         | 61,166           |            |            |            |
| 2003年（平成15年） | 104,386                 | −1.4%                   | 59,447           | −2.8%      |            |            |
| 2004年（平成16年） | 102,834                 | −1.5%                   | 58,031           | −2.4%      |            |            |
| 2005年（平成17年） | 101,969                 | −0.8%                   | 58,486           | 0.8%       |            |            |
| 2006年（平成18年） | 103,235                 | 1.2%                    | 59,991           | 2.6%       |            |            |
| 2007年（平成19年） | 103,334                 | 0.1%                    | 61,393           | 2.3%       |            |            |
| 2008年（平成20年） | 104,139                 | 0.8%                    | 62,023           | 1.0%       |            |            |
| 2009年（平成21年） | 102,895                 | −1.2%                   | 61,283           | −1.2%      |            |            |
| 2010年（平成22年） | 102,101                 | −0.8%                   | 60,902           | −0.6%      |            |            |
| 2011年（平成23年） | 101,904                 | −0.2%                   | 59,941           | −1.6%      |            |            |
| 2012年（平成24年） | 105,167                 | 3.2%                    | 62,834           | 4.8%       |            |            |
| 2013年（平成25年） | 108,025                 | 2.7%                    | 64,302           | 2.3%       |            |            |
| 2014年（平成26年） | 107,444                 | −0.5%                   | 65,003           | 1.1%       |            |            |
| 2015年（平成27年） | 109,071                 | 1.5%                    | 66,689           | 2.6%       |            |            |
| 2016年（平成28年） | 111,176                 | 1.9%                    | 68,341           | 2.4%       |            |            |
| 2017年（平成29年） | 113,193                 | 1.8%                    | 70,376           | 2.9%       |            |            |
| 2018年（平成30年） | 115,363                 | 1.9%                    | 71,269           | 1.3%       |            | [ 都交 2 ] |
| 2019年（令和元年） | 114,900                 | −0.4%                   | 71,027           | −0.3%      |            | [ 都交 3 ] |
| 2020年（令和02年） | 78,253                  | −31.9%                  | 47,946           | −32.5%     |            | [ 都交 4 ] |
| 2021年（令和03年） | 82,403                  | 5.3%                    | 48,571           | 1.3%       | [ 東急 2 ] | [ 都交 5 ] |
| 2022年（令和04年） | 88,798                  | 7.8%                    | 52,651           | 8.4%       | [ 東急 3 ] | [ 都交 6 ] |
| 2023年（令和05年） | 93,047                  | 4.8%                    | 56,569           | 7.4%       | [ 東急 4 ] | [ 都交 1 ] |
| 2024年（令和06年） | 95,723                  | 2.9%                    |                  |            | [ 東急 1 ] |            |

### 年度別1日平均乗車人員（1910年代 - 1930年代）
各年度の1日平均乗車人員は下表の通り。
| 年度               | 日本鉄道 / 国鉄 | 池上電気鉄道 / 目黒蒲田電鉄 | 出典          |
| ------------------ | --------------- | --------------------------- | ------------- |
| 1911年（明治44年） | 745             | 未 開 業                    | [ 府統計 2 ]  |
| 1912年（大正元年） | 993             | 未 開 業                    | [ 府統計 3 ]  |
| 1913年（大正02年） | 1,168           | 未 開 業                    | [ 府統計 4 ]  |
| 1914年（大正03年） | 1,176           | 未 開 業                    | [ 府統計 5 ]  |
| 1915年（大正04年） | 1,251           | 未 開 業                    | [ 府統計 6 ]  |
| 1916年（大正05年） | 1,709           | 未 開 業                    | [ 府統計 7 ]  |
| 1919年（大正08年） | 4,751           | 未 開 業                    | [ 府統計 8 ]  |
| 1920年（大正09年） | 6,158           | 未 開 業                    | [ 府統計 9 ]  |
| 1922年（大正11年） | 9,836           | 未 開 業                    | [ 府統計 10 ] |
| 1923年（大正12年） | 11,419          | 未 開 業                    | [ 府統計 11 ] |
| 1924年（大正13年） | 13,239          | 未 開 業                    | [ 府統計 12 ] |
| 1925年（大正14年） | 13,711          | 未 開 業                    | [ 府統計 13 ] |
| 1926年（昭和元年） | 13,023          | 未 開 業                    | [ 府統計 14 ] |
| 1927年（昭和02年） | 14,344          | 未 開 業                    | [ 府統計 15 ] |
| 1928年（昭和03年） | 16,398          | 3,664                       | [ 府統計 16 ] |
| 1929年（昭和04年） | 16,253          | 9,192                       | [ 府統計 17 ] |
| 1930年（昭和05年） | 16,049          | 10,733                      | [ 府統計 18 ] |
| 1931年（昭和06年） | 15,697          | 10,441                      | [ 府統計 19 ] |
| 1932年（昭和07年） | 15,916          | 5,243                       | [ 府統計 20 ] |
| 1933年（昭和08年） | 14,831          | 11,464                      | [ 府統計 21 ] |
| 1934年（昭和09年） | 15,942          | 11,997                      | [ 府統計 22 ] |
| 1935年（昭和10年） | 16,869          | 13,000                      | [ 府統計 23 ] |

### 年度別1日平均乗車人員（1953年 - 2000年）
| 年度               | 国鉄 / JR東日本 | 東京急行電鉄 | 都営地下鉄 | 出典                                      |
| ------------------ | --------------- | ------------ | ---------- | ----------------------------------------- |
| 1953年（昭和28年） | 31,261          |              | 未 開 業   | [ 都統計 2 ]                              |
| 1954年（昭和29年） | 32,610          |              | 未 開 業   | [ 都統計 3 ]                              |
| 1955年（昭和30年） | 34,142          |              | 未 開 業   | [ 都統計 4 ]                              |
| 1956年（昭和31年） | 35,885          | 44,066       | 未 開 業   | [ 都統計 5 ]                              |
| 1957年（昭和32年） | 39,048          | 47,596       | 未 開 業   | [ 都統計 6 ]                              |
| 1958年（昭和33年） | 39,514          | 49,001       | 未 開 業   | [ 都統計 7 ]                              |
| 1959年（昭和34年） | 44,268          | 50,668       | 未 開 業   | [ 都統計 8 ]                              |
| 1960年（昭和35年） | 46,788          | 52,470       | 未 開 業   | [ 都統計 9 ]                              |
| 1961年（昭和36年） | 47,429          | 54,868       | 未 開 業   | [ 都統計 10 ]                             |
| 1962年（昭和37年） | 51,127          | 56,782       | 未 開 業   | [ 都統計 11 ]                             |
| 1963年（昭和38年） | 54,315          | 57,939       | 未 開 業   | [ 都統計 12 ] [ 都統計 13 ]               |
| 1964年（昭和39年） | 56,999          | 59,227       | 未 開 業   | [ 都統計 14 ]                             |
| 1965年（昭和40年） | 58,448          | 59,116       | 未 開 業   | [ 都統計 15 ] [ 都統計 16 ]               |
| 1966年（昭和41年） | 60,728          | 58,137       | 未 開 業   | [ 都統計 17 ]                             |
| 1967年（昭和42年） | 60,906          | 58,106       | 未 開 業   | [ 都統計 18 ] [ 都統計 19 ]               |
| 1968年（昭和43年） | 61,264          | 56,028       | 12,432     | [ 都統計 20 ] [ 都統計 21 ] [ 都統計 22 ] |
| 1969年（昭和44年） | 63,102          | 52,903       | 17,291     | [ 都統計 23 ] [ 都統計 24 ]               |
| 1970年（昭和45年） | 65,230          | 52,008       | 21,182     | [ 都統計 25 ] [ 都統計 26 ]               |
| 1971年（昭和46年） | 105,628         | 51,019       | 24,380     | [ 都統計 27 ]                             |
| 1972年（昭和47年） | 110,696         | 51,863       | 25,907     | [ 都統計 28 ] [ 都統計 29 ]               |
| 1973年（昭和48年） | 111,164         | 52,570       | 25,279     | [ 都統計 30 ] [ 都統計 31 ]               |
| 1974年（昭和49年） | 112,315         | 52,307       | 26,381     | [ 都統計 32 ] [ 都統計 33 ] [ 都統計 34 ] |
| 1975年（昭和50年） | 110,265         | 51,117       | 26,612     | [ 都統計 35 ] [ 都統計 36 ]               |
| 1976年（昭和51年） | 111,989         | 49,819       | 27,488     | [ 都統計 37 ] [ 都統計 38 ]               |
| 1977年（昭和52年） | 109,737         | 49,830       | 27,751     | [ 都統計 39 ] [ 都統計 40 ]               |
| 1978年（昭和53年） | 108,290         | 49,395       | 26,488     | [ 都統計 41 ] [ 都統計 42 ]               |
| 1979年（昭和54年） | 107,366         | 48,964       | 25,667     | [ 都統計 43 ] [ 都統計 44 ]               |
| 1980年（昭和55年） | 103,438         | 49,403       | 26,436     | [ 都統計 45 ] [ 都統計 46 ]               |
| 1981年（昭和56年） | 108,715         | 49,137       | 26,318     | [ 都統計 47 ] [ 都統計 48 ]               |
| 1982年（昭和57年） | 110,068         | 48,819       | 26,318     | [ 都統計 49 ] [ 都統計 50 ]               |
| 1983年（昭和58年） | 109,956         | 48,577       | 26,708     | [ 都統計 51 ] [ 都統計 52 ]               |
| 1984年（昭和59年） | 114,447         | 49,959       | 27,419     | [ 都統計 53 ] [ 都統計 54 ]               |
| 1985年（昭和60年） | 117,058         | 50,784       | 27,614     | [ 都統計 55 ] [ 都統計 56 ]               |
| 1986年（昭和61年） | 121,827         | 51,710       | 28,693     | [ 都統計 57 ] [ 都統計 58 ]               |
| 1987年（昭和62年） | 117,530         | 51,910       | 29,172     | [ 都統計 59 ] [ 都統計 60 ]               |
| 1988年（昭和63年） | 126,709         | 51,945       | 29,973     | [ 都統計 61 ] [ 都統計 62 ]               |
| 1989年（平成元年） | 131,164         | 52,241       | 30,819     | [ 都統計 63 ] [ 都統計 64 ]               |
| 1990年（平成02年） | 137,378         | 54,361       | 31,928     | [ 都統計 65 ] [ 都統計 66 ]               |
| 1991年（平成03年） | 140,724         | 55,555       | 33,341     | [ 都統計 67 ] [ 都統計 68 ]               |
| 1992年（平成04年） | 139,899         | 54,394       | 27,493     | [ 都統計 69 ]                             |
| 1993年（平成05年） | 137,655         | 54,085       | 32,890     | [ 都統計 70 ]                             |
| 1994年（平成06年） | 134,592         | 53,211       | 32,373     | [ 都統計 71 ]                             |
| 1995年（平成07年） | 133,735         | 53,112       | 31,784     | [ 都統計 72 ]                             |
| 1996年（平成08年） | 135,718         | 53,148       | 32,153     | [ 都統計 73 ]                             |
| 1997年（平成09年） | 134,332         | 52,877       | 32,110     | [ 都統計 74 ]                             |
| 1998年（平成10年） | 132,718         | 52,337       | 31,970     | [ 都統計 75 ]                             |
| 1999年（平成11年） | 133,202         | 52,025       | 31,507     | [ 都統計 76 ]                             |
| 2000年（平成12年） | 132,411         | 51,844       | 30,726     | [ 都統計 77 ]                             |

### 年度別1日平均乗車人員（2001年以降）
| 年度               | JR東日本 | 東京急行電鉄 / 東急電鉄 | 都営地下鉄 | 出典      | 出典          | 出典       |
| 年度               | JR東日本 | 東京急行電鉄 / 東急電鉄 | 都営地下鉄 | JR        | 東京都        | 交通局     |
| ------------------ | -------- | ----------------------- | ---------- | --------- | ------------- | ---------- |
| 2001年（平成13年） | 128,876  | 51,375                  | 29,559     | [ JR 4 ]  | [ 都統計 78 ] |            |
| 2002年（平成14年） | 128,260  | 50,871                  | 29,636     | [ JR 5 ]  | [ 都統計 79 ] |            |
| 2003年（平成15年） | 126,269  | 50,296                  | 28,879     | [ JR 6 ]  | [ 都統計 80 ] |            |
| 2004年（平成16年） | 124,967  | 49,096                  | 28,164     | [ JR 7 ]  | [ 都統計 81 ] |            |
| 2005年（平成17年） | 126,137  | 48,915                  | 28,389     | [ JR 8 ]  | [ 都統計 82 ] |            |
| 2006年（平成18年） | 129,354  | 49,578                  | 29,118     | [ JR 9 ]  | [ 都統計 83 ] |            |
| 2007年（平成19年） | 134,324  | 50,315                  | 30,170     | [ JR 10 ] | [ 都統計 84 ] |            |
| 2008年（平成20年） | 134,512  | 50,907                  | 30,562     | [ JR 11 ] | [ 都統計 85 ] |            |
| 2009年（平成21年） | 132,176  | 50,441                  | 30,208     | [ JR 12 ] | [ 都統計 86 ] |            |
| 2010年（平成22年） | 129,154  | 50,173                  | 30,067     | [ JR 13 ] | [ 都統計 87 ] |            |
| 2011年（平成23年） | 127,996  | 50,273                  | 29,640     | [ JR 14 ] | [ 都統計 88 ] |            |
| 2012年（平成24年） | 130,633  | 51,724                  | 30,976     | [ JR 15 ] | [ 都統計 89 ] |            |
| 2013年（平成25年） | 132,524  | 53,366                  | 31,687     | [ JR 16 ] | [ 都統計 90 ] |            |
| 2014年（平成26年） | 132,617  | 53,262                  | 32,146     | [ JR 17 ] | [ 都統計 91 ] |            |
| 2015年（平成27年） | 133,814  | 54,090                  | 32,949     | [ JR 18 ] | [ 都統計 92 ] |            |
| 2016年（平成28年） | 136,045  | 55,216                  | 33,764     | [ JR 19 ] | [ 都統計 93 ] |            |
| 2017年（平成29年） | 139,030  | 56,321                  | 34,823     | [ JR 20 ] | [ 都統計 94 ] |            |
| 2018年（平成30年） | 141,351  | 57,444                  | 35,290     | [ JR 21 ] | [ 都統計 95 ] | [ 都交 2 ] |
| 2019年（令和元年） | 140,265  | 57,235                  | 35,236     | [ JR 22 ] | [ 都統計 96 ] | [ 都交 3 ] |
| 2020年（令和02年） | 92,254   |                         | 23,790     | [ JR 23 ] |               | [ 都交 4 ] |
| 2021年（令和03年） | 93,684   |                         | 24,097     | [ JR 24 ] |               | [ 都交 5 ] |
| 2022年（令和04年） | 102,487  |                         | 26,117     | [ JR 25 ] |               | [ 都交 6 ] |
| 2023年（令和05年） | 107,639  |                         | 28,122     | [ JR 1 ]  |               | [ 都交 1 ] |

備考
1. ↑  1911年10月15日開業。開業日から1912年3月31日までの計168日間を集計したデータ。
2. ↑  1928年6月17日開業。開業日から1929年3月31日までの計288日間を集計したデータ。
3. ↑  1968年11月15日開業。開業日から1969年3月31日までの計137日間を集計したデータ。

## バス路線
最寄りのバス停留所は、駅前のバスターミナルにある「五反田駅」である。以下の路線バスが乗り入れ、東京都交通局、東急バスにより運行されている。
なお、都営バス反96系統はこの他、五反田東急スクエア（池上線五反田駅）に近い「東五反田一丁目」（六本木ヒルズ行・御殿山行のみ停車）も最寄り停留所となっている。かつてはこの停留所も「五反田駅」を名乗り、両方向にバス停が設置され品90系統が発着していた。

### 東口
- 4番乗り場
  - 反01系統：川崎駅ラゾーナ広場行（東急）[24]
  - 反02系統：池上警察署行（東急）[24]
- 5番乗り場
  - 反94系統：赤羽橋駅前行（都営）[23] ※平日のみ運行
- 6番乗り場
  - 反96系統：六本木ヒルズ行、御殿山行（都営）[23]

### 西口
- 7番乗り場
  - 渋72系統：渋谷駅東口行（東急）[24]
- 8番乗り場
  - 反11系統：世田谷区民会館行、弦巻営業所行（東急）[24]
  - 反12系統：東京医療センター行（東急）[24]
- 9番乗り場
  - 東京卸売センター行（送迎バス）[25]

## 隣の駅
東日本旅客鉄道（JR東日本）
 山手線
 大崎駅 (JY 24) - 五反田駅 (JY 23) - 目黒駅 (JY 22)
東急電鉄
 池上線
五反田駅 (IK01) - 大崎広小路駅 (IK02)
東京都交通局（都営地下鉄）
 都営浅草線
戸越駅 (A 04) - 五反田駅 (A 05) - 高輪台駅 (A 06)